# 二十二史考異
『二十二史考異』（にじゅうにしこうい）は、中国の清代の銭大昕が乾隆45年（1780年）に著した書物。全100巻。史書の分野における清朝考証学を代表する書物であり、後世の歴史研究に大きな便宜を与えた。二十二史攷異、廿二史攷異、廿二史考異とも記される。

## 概要
対象とする二十二史とは正史二十四史のうち『旧五代史』『明史』を除いたものであるが、『後漢書』に含められた司馬彪『続漢書』の部分を独立して『続漢書』二巻として収録したため、総目においては二十三史となっている。
記述の体裁は『資治通鑑』に倣っており、正史の文字の異同を指摘するだけではなく、遼・金・元の言葉についての校訂を重視しており、語句の解釈や年代・地理的変遷などへも言及している。疑問とする箇所の指摘も行なっており、その綿密な考証の姿勢により、同時代の『十七史商榷』『二十二史箚記』と比べても高い評価を得ている。

## テキスト
- 『廿二史攷異』（16冊、上海商務印書館、1937年）
- 『廿二史考異』（2冊、方詩銘・周殿傑校点、上海古籍出版社、2003年、ISBN 7532535355）